# Anna Karenina (film 2009)
Anna Karenina (ros. Анна Каренина) – rosyjski film  z 2009 roku w reżyserii Siergieja Sołowjowa będący adaptacją powieści Lwa Tołstoja o tym samym tytule.

## Obsada
- Tatjana Drubicz jako Anna Karenina
- Jarosław Bojko
- Oleg Jankowski jako Aleksiej Karenin
- Siergiej Garmasz jako Konstantin Lewin
- Aleksandr Abdułow jako Stiwa Obłoński